# Llista de pel·lícules d'anime
Aquesta llista alfabètica de pel·lícules d'anime s'ha confeccionat sobre la base dels directors que les han
dirigides.
S'ha dividit en dues parts: directors japonesos i directors de la resta del món. Cadascun d'ells apareix amb
els noms coneguts, població i país d'origen, així com l'any de naixement.
Les pel·lícules estan amb el nom original, i al costat del qual el nom en català, si escau.
Cal tenir en compte que hi ha pel·lícules dirigides per més d'un director i que, per tant,
les mostrem dues o més vegades.

## Directors japonesos

### Akitarô Daichi, Heitarô Daîchi(Gunma,Japó, (1956))
1. Toire no hanako -san.
2. Mahôu gauken! Aoi ryuno Himitsu (1997). El secret del drac blau.

### Hayao Miyazaki(Tòquio,Japó, (1941))
1. Gake no ue no ponyo (2008). La Ponyo al penya-segat
2. Hoshi wo kaita hi (2006).
3. Mizugumo monmon (2006).
4. Yadosagashi (2006).
5. Hauru no ugoku shiro (2004). El castell ambulant.
6. Mei to koneko basu (2002).
7. Koro no dai-sanpo (2002).
8. Kujira tori (2001).
9. Sen to chihiro no kamikakushi (2001). El viatge de Chihiro.
10. Mononoke-hime (1997). La princesa Mononoke.
11. Mimi wo Sumaseba (1995). Dirigida també per Yoshifumi Kondô. Murmuris del cor.
12. On your mark (1995).
13. Kurenai no buta (1992). Porco Rosso.
14. Majo no takkyûbin (1989). Kiki, l'aprenent de bruixa.
15. Tonari no totoro (1988). El meu veí Totoro.
16. Tenkû no shiro rapyuta (1986). El castell al cel.
17. Kaze no tai no naushika (1984). Nausicaä de la vall del vent.
18. Mirai shônen conan tukubetsu-hen: Kyodaiki giganto no fukkatsu (1984).
19. Cliff hanger (1983). Cliff Hanger.
20. Rupan sansei: part II (1980). El castell de Cagliostro, Lupin III.

### Hayato Date(Japó, (1961))
1. Naruto: Konoha no sato no dai undoukai (2004).
2. Naruto: Daikatsugeki! Yokihime ninpocho dattebayo! (2004). Naruto: la pel·lícula.
3. Gensomaden saiyuki (2001).

### Hideaki Anno(Ube,Japó, (1960))
1. Evangelion shin gekijô-ban (2007-2008). Tetralogia de N.G.E. Dirigida també per Kazuya Tsurumaki i Masayuki.
2. Eva: 1.0 you are (not) alone (2007). La tornada d'evangelion. Director en cap. Dirigida també per Masayuki i Kazuya Tsurumaki.
3. Kusoh no kikai-tachi no naka no hakai no hatsumei (2002).
4. Shiki-jitsu (2000). Shiki-jitsu.
5. Love & pop (1998).
6. Shin seiki evangelion gekijô-ban: air/magokoro wo, kimi ni (1997). Evangelion: el final. Dirigida també per Kazuya Tsurumaki.
7. Shin seiki evangelion gekijô-ban: shito shinsei (1997). Evangelion: mort i renaixement. Dirigida també per Kazuya Tsurumaki.

### Hiroshi Nishikiori(Japó)
1. Dorami & Doraemons: Space Land's Critical Event (2001).
2. Azumanga Daiô (2001). Azumanga Daioh.
3. The Doraemons: Doki Doki Widcat Engine (2000).

### Yamazaki Kazuo(Tòquio,Japó, (1949))
1. Please save my earth (1996).
2. Boku no chikyû on mamotte (1994).
3. Kaze no wa amunejia (1993). El vent d'amnèsia.
4. Five stars stories (1989).
5. Mezon ikkoku (1986). Maison ikkoku.
6. Urusei yatsura: Ryoko no kugatsu no ochakai (1986).
7. Urusei yatsura 4: Ramu za fôebâ (1986).
8. Urusei yatsura 3: Rimenbâ mâi rabu (1985).
9. Urusei yatsura (1981).
10. Anime oyako gekijô (1981).

### Hiroyuti Morita(Fukuoka,Japó, (1964))
1. Neko no ongaeshi (2002). Haru al regne dels gats.

### Isao Takahata(Mie,Japó, (1935))
1. Hôuokekyo tonari no yamada-kun (1999). Els meus veïns, els Yamada.
2. Heisei tanuki gassen pompoko (1994). Pompoko.
3. Omohide poro poro (1991). Only yesterday.
4. Hotaru no haka (1988). La tomba de les lluernes.
5. Yanagama horiwari monogatari (1987). La història dels canals dels Yanagama.
6. Sero hiki no gôshu (1982). Ghosu en violoncel·lista.
7. Jarinko chie (1981). Jarinko chie.
8. Panda kopanda amefuri sâkasu no maki (1973).
9. Panda kopanda (1972). Panda kopanda.
10. Toiyo no oji: Horusu no daiboken (1968). El príncep valent.

### Katsuhiro Otomo(Hasama,Japó, (1954))
1. Mushi-shi (2007). Mushishi.
2. Suchîmubôi (2004). Steamboy.
3. Taihô no machi (1995).
4. Memorizu (1995). Memòries. Dirigida també per Koji Morimoto i Tensai Okamura.
5. Akira (1988). Akira.
6. Meikyû monogatari (1987). Neo Tòquio. Dirigida també per Rintaro i Yoshiaki Kawajiri.
7. Robotto kânibaru (1987). Robot Carnival. Dirigida també per Koji Morimoto, Takashi Nakamura, Yasuomi Umetsu, Hiroyuki Kitazume, Atsuko Fukushima i Hidatoshi Omori.
8. Jiyû o warera ni (1982).

### Katsuhiro Furuhashi(Japó, (1960))
1. Rurôni Kenshin: Ishin shishi e no Requiem (1997). Dirigida també per Tsuji Hajari.
2. Garo densetsu (1992). Dirigida també per Masami Obari i Hiroshi Fukutomi.

### Kazuki Akane(Osaka,Japó, (1962))
1. Esukafurône (2000). Escaflowne: La pel·lícula.

### KAZUTO NAKAZAWA(Tòquio,Japó, (1968))
1. Genius party. Moondrive (2002). Dirigida també per Nicolas de Crécy, Atsuko Fukoshima, Yoji Fujuyama, Shôji Kawamori, Kôji Morimoto, Shin'ya Ôhira, Tatsuyuki Tanaka, Shinichio Watanabe, Hiro Yamagata i Masaaki yuasa.

### Kazuya Tsurumaki(Gosen,Japó, (1966))
1. Evangelion shin gekijô-ban (2007-2008). Tetralogia de N.G.E. Dirigida també per Hideaki Anno i Masayaki.
2. Evangelion shin gekijô-ban: jo (2007). La tornada d'Evangelion. Dirigida també per Hideaki Anno i Masayaki.
3. Top wo nerae 2! (2005). Gunbuster 2.
4. Shin seiki evangelion gekijô-ban: air/magokoro, Kimi ni (1997). Evangelion: el final. Dirigida també per Hideaki Anno.
5. Shin seiki evangelion gekijô-ban: shito shinsei (1997). Evangelion: mort i renaixement. Dirigida també per Hideaki Anno i Masuyaki.

### Keizou Kusakawa(Japó)
1. Inukami! (2007). Inukami.

### Koîchi Chigira(Japó, (1959))
1. Bureibu stôri (2006). Brave Story.

### Koji Morimoto(Wakayama,Japó, (1959))
1. Jigen Bakudan (2005). Part de genius party.
2. Sachiro (2005).
3. Kanojo no omoide (1995).
4. Tobe! Kujira no peek (1991).
5. Robot Carnival (1987). Dirigida també per Atsuko Fukushima, Hidetoshi Oomori, Hiroyuki Kitakubo, Hiroyuki Kitazume, Katsuhiri Otomo, Mao Lamdo, Takashi Nakamura i Yasuomi Umetsu.

### Kunihiko Yuyama(Tòquio,Japó, (1952))
1. Gekijô-ban pokettô monsutâ adobansu jenereshôn: Pocket monters Diamond and Pearl,Giratina and the Sky's Bouquet (2008).
2. Gekijô-ban pokettô monsutâ adobansu jenereshôn: Pocket monters Diamomd and Pearl,Giratina tosora no Hanataba (2007).
3. Gekijô-ban pokettô monsutâ adobansu jenereshôn: Pokemon renjâ yo umino ojî manaf (2006). Pokémon: Ranger i el príncep del mar.
4. Pikachu no wampaku island (2006).
5. Pokémon fushigi no dungeon sutsudo pokemon kyujotai gambarus (2006).
6. Gekijô-ban pokettô monsutâ adobansu jenereshôn:Myû to hadô no yushâ Rucario (2005). Pokémon: Lucario i el misteri de Mew. Dirigida també per Darren Dustan.
7. Gekijô-ban pokettô monsutâ adobansu jenereshôn:Rekkuû no Homonshâ Deokishisu (2004). Pokémon: Destí Deoxis.
8. Gekijô-ban pokettô monsutâ adobansu jenereshôn:Nanayo no negaiboshi jirachî (2004). Pokémon 6. Dirigida també per Eric Stuart.
9. Gekijô-ban pokettô monsutâ adobansu jenereshôn:Odoru himitsu kichi (2003).
10. Gekijô-ban pokettô monsutâ. Mizu no Miyako no mamorigami: Ratiasu to Ratiasu (2002). Pokémon 5: Els herois. Dirigida també per Jim Malone.
11. Gekijô-ban pokettô monsutâ. Serebî toki wo koeta deai (2001-2002). Pokémon 4: La tornada de Metwtwo.
12. Gekijô-ban pokettô monsutâ: Myûtsû! Ware wa koko ni Ari (2001). Pokémon 3: La pel·lícula.
13. Gekijô-ban pokettô monsutâ: Raykou Ikazuchi no densetsu (2001). La llegenda de Thunder.
14. Gekijô-ban pokettô monsytâ: Kesshô tô no teiô (2000). L'emperador de la torre de cristall.
15. Pikachu tantentai (2000).
16. Gekijô-ban pokettô monsutâ: Maboroshî no pokemon, rugia bakutan (1999). Pokémon 2000. Dirigida també per Michael Haigney.
17. Gekijô-ban pokettô monsutâ: Myûtsu no Gyakushû (1998). Pokémon, la primera pel·lícula. Dirigida també per Michael Haigney.
18. Slayers great (1997). Director en cap.
19. Slayers returns (1996). Director en cap.
20. Shin kimagure orenji rodô: Shosite ano natsu no hajimari (1996).
21. Dowâ meita senshi Windaria (1986). Windària.

### Mahirp Maeda(Tottori,Japó, (1963))
1. Gala (2005). Part de genius party.

### Makoto Shinkai, Niitsu Shinkai(Nagano,Japó, (1973))
1. Byousoju 5 cm (2007). 5 centímetres per segon.
2. Kumo no Mukou, Yakusoku no Basho (2004).
3. Tooi Sekai (1996).

### Mamoru Oshii(Tòquio,Japó, (1951))
1. The sky crawlers (2008).
2. Kôkaku kidotai: Ghost in the shell 2 (2004).
3. Jigoku no banken: Kerberos (2003).
4. Kôkaku kidotai: Ghost in the shell (1995).
5. Kidou keisatsu Patlabor 2 (1993). Patlabor 2.
6. Talking head (1992).
7. Kidou keisatsu Patlabor Gekijouban (1989). Patlabor.
8. Tenshi no tamago (1985).
9. Urusei Yatsuma: Beautiful dreamer (1984). Lamu.
10. Urusei Yatsuma: Only you (1983). Lamu: només tu.
11. Nils no fushigi natabi (1982).

### Masayuki Kojima(Yamanashi,Japó, (1961))
1. Piano no Mori (2007).
2. Kasei ryodan danasaito 999.9 (1998).

### Morio Asaka(Hyogo,Japó, 1967)
1. Cardcaptor Sakura: Fuuin sareta card (2000). Sakura, la caçadora de cartes: la carta segellada.
2. Cardcaptor Sakura (1999). Sakura, la caçadora de cartes: la pel·lícula.

### Naoyasu Hanyu(Japó)
1. Chôujikuu yousai Macross: Ai, oboete imasuka, clash of the Bionoids (1984). Dirigida, també, per Shoji Kawamori.

### Noboru Ishigoru(Tòquio,Japó, (1938))
1. Ginga eiyûu densetsu: waga vuko wa hoshi no taikai (1998).
2. Ginga eiyûu densetsu: arata naru tatakai no jokyoru (1993).
3. Heavy (1990).
4. Chou jikyuu yousai macross: ai, oboete imasuka (1984).

### Noriyuke Abe, Noriyuki Abe(Japó)
1. Bleach: The diamonddust rebellion-Mô hitotsu hyôrinmaru (2007).
2. Gêkijouban bleach: memories of nobody (2006).
3. Ninku (1996).
4. Yu yu hakusho (1993). Yu Yu Hakusho: Els defensors del més enllà.

### Osamu Tezuka(Toionaka,Japó, (1928))
1. Mori no densetsu (1987). La llegenda del bosc.
2. Galaxy investigation 2100: Border planet (1986).
3. Unico (1981) Único, l'unicorn.
4. Bandar book-Hyakumannen chikyu no tabi (1978). Fa un milió d'anys.
5. Kureopatora (1970). Cleopatra.
6. Saiyu-ki (1960). Viatge a l'oest.

### Rintaro (SHIGEYUKI HAYASHI)(Tòquio,Japó, (1941))
1. Yona yona penguin (2009).
2. Metoroporisu (2001). Metròpoli.
3. Alexander Senki (2000). Dirigida també per Yoshinori Kanemori.
4. X (1996).
5. Sinsaku jungle taitei (1989). Dirigida també per Masami Hata.
6. Laberinth laberinth (1986).
7. Ho notori hoô-hen (1986). Phoenix.
8. Kaimui no ken (1985).
9. Harmagedon: Genma taisen (1983). Armagedon.
10. Sayônara Ginga tetsudô surî-nain: Andromeda shûchakueki (1981). Adéu galàxia express 999.
11. Ginga tesudo 999 (1979).
12. Uchû kaizoku Captain Harlock. Arcadia-gô no nazo (1978). El capità Harlock a l'Arcàdia.

### Ryutaro Nakamura(Japó, (1955))
1. Kino no tabi:Byoyuki no Kuni-for you- (2007).
2. Gusukobudori no Denki (1994).

### Satoshi Kon(Kushino,Japó, (1963))
1. Paprika (2006). Paprika.
2. Môsô dairinin (2004).
3. Tokyo godfathers (2003).
4. Sennen Joyu (2001). Millennium Actress.
5. Perfect blue (1998). Perfect blue.

### Satoshi Nishimura(Japó)
1. Toraigan (2009). Trigun.

### Satoshi Tajiri(Tòquio,Japó, (1965))
1. Poketto monsutâ: rubî (2002). Pokémon robí.
2. Poketto monsutâ: safai (2002). Pokémon maragda.
3. Pokémon gold/ silver version (2000). Pokémon 2000.
4. Pokémon (1998). Pokémon.
5. Mario & Wario (1993).

### Shinichiro Watanabe(Kioto,Japó, (1965))
1. Baby blue (Part de Genius party) (2007).
2. Cowboy Bebop: Tengoku no tobira (2001). Cowboy Bebop: La pel·lícula.

### Shinji Aramaki(Fukuoka,Japó, (1960))
1. Ekusu Machina (Appleesed 2) (2007).
2. Appurushîdo (Appleseed. Ex Machina) (2004).

### Shinji Takamatsu(1961)
1. Kochira katsushika-ku Kamearikouen-mae. Hashutsujo 2: Ufo shûrai! (2003).
2. Kochira katsushika-ku Kamearikouen-mae. Hashutsujo 1 (1999).
3. Kidou Senshi SD Gundam no Gyakushuu (1989). Dirigida també per Tetsuro Amino.

### Tensai Okamura(Fukushima,Japó, (1961))
1. Saishû Heiki (1995).

### Tetsuya Nomura(Koichi,Japó, (1970))
1. Final fantasy VII: Advent children (2005).

### Tomomi Mochizuki(Hokkaido,Japó, (1958))
1. Umi ga kikeru (ocean waves) (1993). Puc sentir la mar.
2. Ano hi ni Kaeritai: Kimagure orange road (1988). Kimagure orange road.
3. Maison Ikkoku: Kanketsuhen (1988). Maisson Ikkoku.

### Tstutomu Shibayama(Tòquio,Japó, (1941))
1. Doraemon: Nobita and the wind (2003). Doraemon i els Déus del vent.
2. Doraemon: Nobita's winged heroes (2001). Doraemon al món màgic de les aus.
3. Doraemon: Nobita Robot Kingdom (2002).
4. Doraemon: Nobita and the legend of the sun King (2000). Doraemon i l'imperi maia.
5. Doraemon: Nobita gets lost in space (1999).
6. Doraemon: Nobita's south sea adventure (1998). Doraemon i els pirates del mar del sud.
7. Doraemon: Nobita's adventure in clockwork city (1997). Doraemon i la fàbrica de joguines.
8. Doraemon: Nobita's galactic express (1996). Doraemon i el tren del temps.
9. Doraemon: Nobita's genesis diary (1995).
10. Doraemon: Nobita's fantastical three musketeers (1994).
11. Doraemon: Nobita's Tin-plate labyrinth (1993). Doraemon i el secret del laberint.
12. Doraemon: Nobita and the Kingdom of Clouds (1992). Doraemon i el misteri dels núvols.
13. Doraemon: Nobita in Dorabian nights (1991). Doraemon i les mil i una aventures.
14. Doraemon: Nobita's animal planet (1990).
15. Doraemon: Nobita at the birth of Japan (1989).
16. Doraemon: Nobita's version of Saiyuki (1988).
17. Doraemon: Nobita and the dragon Rider (1987).
18. Doraemon: Nobita and the Platoon of the Iron men (1986).
19. Doraemon: Nobita's little "Star Wars" (1985).
20. Doraemon: Nobita's great adventure in the world of magic (1984).
21. Doraemon: Nobita's monstrous Underwater castle (1983).
22. 21 Emon: Uchû e Irasshai! (1981).
23. Makoto-chan (1980).

### Yoshiyuki Tomino(Odawara,Japó, (1941))
1. Turn a Gundam 2: Gekkou Chou (2002).
2. Turn a Gundam 1: Chikyuu Kou (1999).
3. Kidô senshi gundam f91 (1991).
4. Kidô senshi gandamu: Gyakushû no shâ (1988).
5. Xabungle Graffiti (1983).
6. Densetsu-kyojin ideon: Hatsudou-hen (1982).
7. Densetsu-kyoshin ideon: Sesshoku-hen (1982).
8. Kidô senshi gandamu 3: Meguriai sorahen (1982). Gundam 3.
9. Kidô senshi gandamu 2: Ai senshihen (1981). Gundam 2.
10. Kidô senshi gandamu 1 (1981). Gundam 1.

## Directors de la resta del món

### Tae Kun An,Tae-geun Ahn(Corea del Sud)
1. Hammerboy (2003).